# Infamous: First Light
Infamous: First Light (Eigenschreibweise: inFAMOUS: First Light) ist ein Standalone-DLC des Action-Videospiels Infamous: Second Son, das exklusiv für die Spielkonsole PlayStation 4 veröffentlicht wurde. Es wurde von Sucker Punch Productions entwickelt und wird von Sony Computer Entertainment produziert.
Es wurde im August 2014 in Deutschland veröffentlicht.

## Handlung
Im Spiel spielt man das Junkie-Girl Abigail „Fetch“ Walker, die im Conduit-Gefängnis Curdun Cay sitzt und ihre Geschichte der Gefängnisleiterin Brooke Augustine, die man schon aus Second Son kennt, erzählt, während sie nebenbei noch ihre Neonkräfte in verschiedenen Arenen trainiert. Ihre Geschichte spielt in Seattle und handelt über sie und ihren Bruder Brent, die versuchen, nach Kanada zu fliehen. Als Brent Fetch um einen letzten Auftrag bittet und dieser misslingt, wird Brent gekidnappt. Dabei lernt Fetch Shane kennen, der offenbar auch auf der Suche nach Brent ist. Später, nach zahlreichen Missionen, in denen man meist Akulas, Polizisten und DUP-Soldaten ausschalten musste, erfährt Fetch dann, dass Shane Brent gekidnappt hat und sie versucht gemeinsam mit Jenny, welche als Hackerin für Shane arbeitet, Shane auf die Spur zu kommen. Später wird Jenny ermordet und Fetch ist nun auf sich alleinegestellt. Fetch versucht nun, Brent alleine zu retten, wobei sie aus Versehen Brent tötet. Später, zurück im Curdun-Cay-Gefängnis, stellt Augustine Fetch Rache gegen Shane zur Verfügung. Dabei sprengt sie versehentlich die Wand, so dass Shane entkommt. Jetzt beginnt eine spannende Verfolgungsjagd durch eisige Kälte, in der man viele DUPs außer Gefecht setzen und Shane suchen muss. Später bei einer Klippe kommt es zum einseitigen Showdown und Fetch tötet Shane.